# Fusigobius neophytus
Fusigobius neophytus és una espècie de peix de la família dels gòbids i de l'ordre dels perciformes.

## Morfologia
- Els mascles poden assolir 7,5 cm de longitud total.[4][5]

## Depredadors
A la Polinèsia Francesa és depredat per Epinephelus merra.

## Hàbitat
És un peix marí, de clima tropical (21 °C-30 °C) i associat als esculls de corall que viu entre 0-25 m de fondària.

## Distribució geogràfica
Es troba des de l'Àfrica oriental fins a les Tuamotu, les Illes Ryukyu i l'Illa de Lord Howe.

## Observacions
És inofensiu per als humans.